# Kiriakoffalia lemairei
Kiriakoffalia lemairei là một loài bướm đêm thuộc phân họ Arctiinae, họ Erebidae.